# Шом ан Бри
Шом ан Бри (фр. Chaumes-en-Brie) је насељено место у Француској у региону Париски регион, у департману Сена и Марна.
По подацима из 2011. године у општини је живело 3045 становника, а густина насељености је износила 151,72 становника/km².

## Демографија
| 1962. | 1968. | 1975. | 1982. | 1990. | 2011. |
| ----- | ----- | ----- | ----- | ----- | ----- |
| 1.665 | 1.792 | 1.823 | 2.139 | 2.500 | 3.045 |